# David Roelands
David Roelands, né en 1572 à Anvers, est un maître écrivain flamand.

## Biographie
Il a été maître d'une école française (Fransoijchen school), éditeur et libraire, actif à Vlissingen. Son portrait (voir) à l'âge de 44 ans figure dans l'édition ci-dessous.

## Œuvres gravées

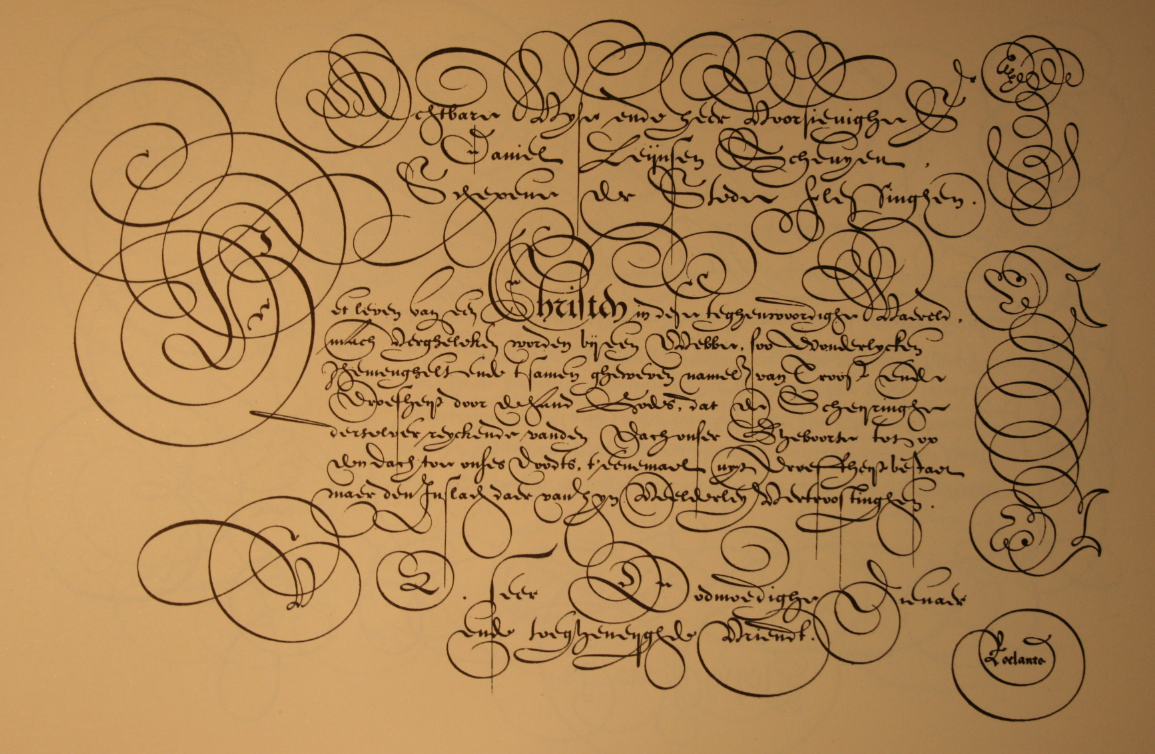
Une page du T'Magazin de 1616.

- T'Magazin oft’ Pac-huys der Loffelycker Penn-Const, vol subtyle ende lustighe trecken, Percken, Beelden ende figuren v. menschen, beesten, etc. ende noch meer onderscheyd. gheschriften... Vlissingen : 1616. 4° obl., 38 pl. gravées par Simon Frisius. Amsterdam Rijksmuseum, Amsterdam UB, Paris BNF (Impr.), Paris Inst. Néerl., Stockholm KB. Cat. Destailleur no 895, Cat. Muller no 137, Croiset 2005 p. 28-30, Cat. Warmelink no 579, Meyer 2006 no 14. Fac-similé Miland, 1971. Une planche repr. dans Jessen 1936 pl. 48 et une autre (l'éléphant) dans Peignot 1983 p. 57. Une planche et un trait de plume reproduits dans Mediavilla 1993 p. 222 et 224.